# 菅井春山
菅井 春山（すがい しゅんざん、1877年 - 没年不明）は、明治時代に活躍した日本画家。

## 略歴
尾形月耕の門人。1877年、愛知県名古屋市に生まれる。始めは田口高康に師事、土佐派を学んだ後に築地時代（1904年～）の尾形月耕について浮世絵を学んでいる。1899年の第7回日本絵画協会・第2回日本美術院展に「源氏浮舟」を出品、1900年4月の第8回日本絵画協会・第3回日本美術院展に「美人」を出品、同年10月の第9回日本絵画協会・第4回日本美術院展に「美人」を出品、一回おいて、1901年10月の第11回日本絵画協会・第6回日本美術院展に「婦人愛児」を出品、1902年3月の第12回日本絵画協会・第7回日本美術院展に「養老孝子」を出品している。

## 作品
- 「蛍狩」 絹本着色 美人画